# Говард, Генриетта, графиня Саффолк
Генриетта Говард, графиня Саффолк (англ. Henrietta Howard, Countess of Suffolk; 1689 — 26 июля 1767) — британская аристократка, любовница короля Георга II.

## Биография
Леди Генриетта была старшей из детей в семье сэра Генри Хобарта, 4-го баронета и его супруги Элизабет Мейнард. В 1698 году, когда ей было 9 лет, её отец был тяжело ранен на дуэли и вскоре умер, а спустя три года, в 1701 году скончалась её мать.
2 мая 1706 года Генриетта в возрасте 16 лет вышла замуж за Чарльза Говарда, 9-го графа Саффолк, которому было 20 лет. У супругов был один сын Генри, ставший после смерти отца 10-м графом Саффолк. Как упоминают источники, её муж был склонен к выпивке, а также проигрывал крупные денежные суммы в карты.
В 1713 году Генриетта вместе с мужем отправилась в Ганновер, для того чтобы сблизиться с наследником престола, будущим королём Георгом I. В Ганновере Генриетта познакомилась с его старшим сыном (будущим королём Георгом II) и стала его любовницей. Вскоре она стала камеристкой его супруги Каролины Бранденбург-Ансбахской, которая к ней хорошо относилась.
В 1714 году Георг I стал королём Великобритании и супруги вернулись на родину. Генриетта в последующие годы осталась любовницей сына короля, который уже носил титул принца Уэльского. В 1727 году он стал королём под именем Георга II, а Генриетта сохранила своё место в качестве королевской любовницы и спустя год она развелась с мужем, оставив сына на его попечении.
После смерти мужа в 1733 году она продолжила носить титул графини Саффолк, который носила ранее. Спустя год, в 1734 году Генриетта и Георг II  расстались и вскоре она вышла замуж за Джорджа Беркли, который был членом парламента. Супруги проживали в доме на Марбл-Хилл, который был построен для неё архитектором Роджером Моррисом.
После смерти мужа в 1746 году, она окончательно переехала в этот дом и прожила в этом доме следующие 20 лет, продолжая получать королевскую пенсию, выплата которой прекратилась после смерти Георга II в 1760 году.
Скончалась 26 июля 1767 года в возрасте 79 лет, пережив Георга II на 7 лет; была похоронена рядом со вторым мужем.